# Map to Not Indicate…
Map to Not Indicate… (en español, Mapa que no indica, Mapa para no indicar) o Map o Map to Not Indicate: Canadá, James Bay, Ontario… es una obra de arte conceptual creada por Terry Atkinson y Michael Baldwin en 1967. Se trata de un mapa de los Estados Unidos y de sus alrededores, donde solo están representados Iowa y el Kentucky, el resto del mapa es virgen. Bajo mapa, un texto hace la lista de las entidades geográficas no representadas : países vecinos, extensiones y cursos de agua, otros estados de Estados Unidos, islas...

## Descripción

### Entidades representadas
- Iowa
- Kentucky

### Entidades no representadas
- Canadá
- Bahía James
- Ontario
- Quebec
- Río San Lorenzo
- Nuevo Brunswick
- Manitoba
- Isla Akimiski
- Lago Winnipeg
- Lago de los Bosques
- Lago Nipigon
- Lago Superior
- Lago Hurón
- Lago Míchigan
- Lago Ontario
- Lago Erie
- Maine
- New Hampshire
- Massachusetts
- Vermont
- Connecticut
- Rhode Island
- Nueva York
- New Jersey
- Pensilvania
- Delaware
- Maryland
- Virginia Occidental
- Virginia
- Ohio
- Michigan
- Wisconsin
- Minnesota
- Frontieras orientales del Dakota del Norte
- Dakota del Sur
- Nebraska
- Kansas
- Oklahoma
- Texas
- Misuri
- Illinois
- Indiana
- Tennessee
- Arkansas
- Luisiana
- Misisipi
- Alabama
- Georgia
- Carolina del Norte
- Carolina del Sur
- Florida
- Cuba
- Bahamas
- Océano Atlántico
- Islas Andros
- Golfo de México
- Estrecho de Florida

### Producción
El mapa está producido por impresión, sobre un papel de 50 cm por 62 cm , en 50 ejemplares originales.

## Contexto de creación
Atkinson y Baldwin comienzan a trabajar juntos en 1966. Este mapa forma parte de una serie de tres obras, realizadas por los artistas dos años antes la creación de Art & Language, un colectivo de artistas conceptuales británicos cuyos están dos de los cuatro miembros fundadores.

## Análisis
La cartografía se ve aquí reemplazada con el texto, aunque se trate de una representación geográfica.
El crítico de arte y docente Michael Archer hace un paralelo con la obra de Robert Barry: All the things I know but of which I am not at the moment thinking — 1:36 pm ; June 15, 1969 (en español, Todas las cosas que sé pero en las que no estoy pensando en este momento — 13h36; 15 de junio de 1969.